# География на Аржентина
Аржентина е държава в югоизточната част на Южна Америка, простираща се от север на юг на 3700 km, като по своята конфигурация страната наподобява стесняващ се на юг триъгълник. Площта ѝ възлиза на 2 777 410 km² (2-ро място в Южна Америка и 8-мо в света), а населението към 1 януари 2019 г. – 44 940 000 души. Столица е град Буенос Айрес.

## Географско положение, граници, големина, брегове
На запад Аржентина граничи с Чили (дължина на границата 5306 km, втората по дължина сухоземна граница в света между две страни, след тази между САЩ и Канада), на север – с Боливия (742890 km) и на североизток – с Парагвай (1711 km), Бразилия (1132 km) и Уругвай (495 km). Общата дължина на сухоземните граници (в т.ч. речни) е 9386 km. На изток и югоизток Аржентина се мие от водите на Атлантическия океан с дължина на бреговата ивица 4725 km. Бреговете на страната са слабо разчленени. От залива Ла Плата на север до залива Ел Ринкон (39° ю.ш.) бреговете са ниски, пясъчни. На юг бреговете стават по-високи и малко по-разчленени, като тук слабо в сушата се врязват заливите Сан Матиас, Голфо Нуево (двата залива почти отчленяват полуостров Валдес), Сан Хорхе и Байя Гранде. На Аржентина принадлежи източната част на остров Огнена земя, разположения на изток от нея остров Естадос и източния вход на Магелановия проток
Крайни точки:
- крайна северна точка – 21°46′55″ ю. ш. 66°13′13″ з. д. / 21.781944° ю. ш. 66.220278° з. д., десен ряг на река Рио Гранде де Сан Хуан, на границите с Боливия.
- крайна южна точка – континентална 52°23′53″ ю. ш. 68°26′02″ з. д. / 52.398056° ю. ш. 68.433889° з. д., нос Кабо Вирхенес, на източния вход на Магелановия проток; островна 55°03′22″ ю. ш. 66°31′25″ з. д. / 55.056111° ю. ш. 66.523611° з. д., нос Сан Пио, на остров Огнена земя.
- крайна западна точка – 49°56′44″ ю. ш. 73°33′34″ з. д. / 49.945556° ю. ш. 73.559444° з. д., западно от езерото Лаго Архентино, на границата с Чили.
- крайна източна точка – 26°14′59″ ю. ш. 53°38′15″ з. д. / 26.249722° ю. ш. 53.6375° з. д., на ъгъла на булевардите „Бразилия“ и „Аржентина“, в град Бернардо де Иригуен, на границата с Бразилия.

## Релеф
В релефа на Аржентина рязко се открояват обширен, предимно равнинен изток и планински запад. Цялата североизточна част на страната е заета от Лаплатската низина, състояща се на северозапад от равнините на Гран Чако, постепенно понижаващи се от подножията на Андите на запад до 25 – 60 m на изток, Междуречието на реките Парана и Уругвай на североизток и плоската Източна Пампа на юг. Само на север в Междуречието навлизат крайните южни разклонения на Бразилската планинска земя с височини 300 – 400 m, а в южните части на Пампата се издигат остатъчните възвишения Сиера дел Тандил (524 m) и Сиера де ла Вентана (вр. Трес Пикос, 1243 m). Западната част на Пампата (на запад от 64° з.д.) представлява издигната равнина с височина от 500 до 1000 m. Между Гран Чако на север, Пампата на изток и Андите на запад лежат областите на Пампаските сиери и Предкордилерите, представляващи блокови масиви с височина от 2000 до 6000 m, разделени от дълбоки и обширни котловини. На югозапад се простира Патагонското плато, представляващо стъпаловидно повишаващо се на запад до 2000 m плато, на места прорязано от дълбоки речни долини.
Крайната северозападна част на Аржентина е заета от югоизточните части на Централноандийската планинска земя, състояща се на запад от пустинното плато Пуна с височина около 4000 m и заето от солончакови падини, вериги от планински хребети и вулкани (Охос дел Саладо, 6908 m), а на изток – от древни крайни хребети (Сиера де Каласте, Сиера де Фаматина и др.) с височина до 6720 m и млади субандийски вериги с височина до 2500 m. На юг от 28° ю.ш. се простират т.нар. Предни Кордилери, към които от 31° ю.ш. от запад се причленяват Главните (Вододелни) Кордилери. До 35° ю.ш. много техни върхове, в т.ч. и вулкани, превишават 6000 m, а проходите са на около 3500 m н.в. Тук се издига и най-високата точка на Аржентина и на цяла Южна Америка – връх Аконкагуа 6960 m. След това на юг остават само Главните (Вододелни) Кордилери, които на юг от 39° ю.ш. се наричат Патагонски Анди (Патагонски Кордилери). В тях надморската височина се понижава до 3000 – 4000 m, действащите вулкани изчезват и те са дълбоко разчленени от древни ледникови и настоящи речни долини. Аржентинската част на остров Огнена земя е заета на север от низина, а на юг от планини с височина до 1036 m.

## Геоложки строеж, полезни изкопаеми
На територията на Аржентина са обособени три основни структурни елемента: южния край на Бразилската платформа, Патагонската палеозойска нагъната област и източната част на Андийската нагъната област. В южните части на Бразилската платформа докамбрийските образувания са препокрити от платформен чехъл, съставен от ранно- и среднопалеозойски морски и мезозойски и кайнозойски континентални наслаги. На юг от платформата, в Патагонската система са разположени средищните масиви – Патагонски и Десеадо. Те са изградени от докамбрийски гнайси, несъгласувано препокрити от кайнозойски плитководни и континентални вулканогенни образувания. Тези скали изграждат платформения чехъл и в други части на патагонидите (в басейните на реките Неукен, Рио Колорадо и Рио Десеадо), където из-под него на повърхността се откриват нагънати и метаморфозирани къснодевонски образувания. В източните части на Андите, в Патагонските Кордилери, Предните Кордилери и Главните Кордилери дислоцираните, метаморозираните и пронизани от гранити морски седиментни и ефузивни скали с докамбрийска, палеозойска и мезозойска възраст, с мощност до 20 km са несъгласувано препокрити от кайнозойски континентални и вулканогенни образувания с мощност около 25 km. Нагъвателните процеси тук са случили през триаса и късната креда. Нагъването, навличането и издигането на Андите е протекло през миоцена и плиоцена и продължава през плейстоцена и антропогена.
На територията на Аржентина находищата на нефт и газ се срещат в пределите на Бразилската платформа и в мезозойския чехъл на патагонидите, на железни руди – в докамбрийския фундамент на плаформата, а на полиметални, уранови, волфрамови и литиеви находища – в андийския нагънат пояс.

## Климат
Климатът на Аржентина е обусловен от разположението на страната в три климатични пояса (тропичен, субтропичен и умерен), наличието на планинската бариера на Андите на запад и Атлантическия океан на изток. В тропическия пояс, на североизток, климатът е постоянно влажен и горещ, в Гран Чако на север – горещ и влажен през лятото, а в платото Пуна на северозапад – континентален, високопланински, пустинен. В източните части на Пампата и Междуречието климатът е субтропичен, топъл и влажен, а в западните части на Пампата, Пампаските сиери и Предкордилерите – сух и горещ през лятото и прохладен през зимата. Патагония има полупустинен, прохладен климат. Средната януарска (лятна) температура в равнините на Аржентина е от 28°С (максимална до 46°С) в Гран Чако до 10°С на Огнена земя, а средната юлска (зимна) съответно от 18°С до 1°С, но по платата на Патагония са възможни минимални температури до -33°С, а южните студени ветрове „памперос“ предизвикват отрицателни температури и в северните части на страната. В ниските ширини влагата постъпва от Атлантическия океан и в тази връзка количеството на валежите на север и в централните части на Аржентина намалява от изток на запад. Годишната сума на валежите на североизток е до 1600 mm, в Гран Чако – 400 – 1400 mm, в източните части на Пампата – около 1000 mm, в западните – 400 – 600 mm, в Патагония – 100 – 300 mm, в Пуна – под 100 mm, а по източните склонове на Андите – над 2000 mm (с максимум около 5000 mm). Снежна покривка е устойчива само в Андите, но снеговалеж се наблюдава почти до 30° ю.ш. В съответствие с климата снежната линия в Пуна се изкачва до 6000 m, към 33 – 34° ю.ш. се спуска до 4200 m, а към 41° ю.ш. – до 2700 m. На юг от 32° ю.ш. се появяват постоянни ледници.

## Води
През североизточната част на Аржентина протичат главните пълноводни и плавателни реки Парана (2570* km), Парагвай (2695* km) и Уругвай (1779* km). На запад от 61° з.д. равнинно-котловинната част на страната е лишена от отток към океана. Десните притоци на реките Парагвай и Парана – Рио Пилкомайо (1590* km), Рио Берхемо (1450* km), Рио Саладо (2210 km) и др. са пълноводни само през лятото. През Патагония протичат предимно транзитни реки, извиращи от Андите и притежаващи в горните си течения големи хидроенергийни запаси – Рио Негро (635 km), Рио Колорадо (1114 km), Чубут (810 km| и др. В Андите, на юг от 39° ю.ш. са разположени големи ледникови езера: Буенос Айрес (1850* km², в Аржентина 880 km²), Лаго Архентино (1466 km²), Виедма (1088 km²), Сан Мартин (1058* km², в Аржентина 529 km²), Колуе Уапи (810 km²), Науел Уапи (530 km²) и др. В падините на Пампаските сиери и в платото Пуна се простират грамадни солончаци (Салинас Грандес, Арисаро и др., а в Гран Чако, в Междуречието и в Пампата има много блата.

## Почви, растителност, животински свят
В зависимост от овлажняването в тропичния пояс на североизток и по източните склонове на Андите са разпространени влажни тропични гори, в Гран Чако, върху кафеникаво-червени почви – сухи редки гори (кебрачо, рожково дърво-алгаробо и др.), а в платото Пуна – високопланинска тропическа пустиня. Покрай реките Рио Пилкомайо, Рио Берхемо, Парагвай и Парана и в централните части на Междуречието е развита блатна, горска и тревиста растителност. В субтропичните райони на Междуречието са разпространени савани, а в източните части на Пампата има сходни с прериите влажни ливадни степи („пампаси“, почти напълно земеделски усвоени), развити върху червеникаво-черни и ливадни почви. Западните части на Пампата са обхванати от сухи храстови степи върху сиво-кафяви почви, а още по̀ на запад, в т.ч. и по склоновете на Андите – храстова полупустинна растителност върху сивоземни почви. Същата растителност, но върху кафяви почви, е разпространена и в умерения пояс на Патагония, сменяйки се в Предандийската падина и на юг със степи, развити върху кестеняви и черноземни почви. Източните склонове на Андите, на юг от 37° ю.ш. са обрасли с влажни вечнозелени гори, а на юг от 41° ю.ш. – от смесени, а след това от предимно листопадни субантарктически гори.
Животинският свят на Аржентина почти пълно принадлежи към Чилийско-Патагонската зоогеографска подобласт на Неотропическата област. Тук обитават лама, броненосец, щраус нанду и др. В Пампата и Междуречието дивите животни са почти унищожени, а в останалите райони промишлено значение имат нутрията, чинчилата и видрата уилин. С цел опазване на дивата природа в Аржентина са създадени националните паркове „Игуасу“, „Ланин“, „Науел Уапи“ и др.